# Małaszewicze Południowe
Małaszewicze Południowe – stacja towarowa w Małaszewiczach, w województwie lubelskim, w Polsce.